# Iryna Wereszczuk
Iryna Andrijiwna Wereszczuk, ukr. Ірина Андріївна Верещук (ur. 30 listopada 1979 w Rawie Ruskiej) – ukraińska polityk, prawniczka i samorządowiec, deputowana, w latach 2021–2024 wicepremier oraz minister ds. reintegracji tymczasowo okupowanych terytoriów.

## Życiorys
W 2002 ukończyła studia w instytucie wojskowym w ramach Politechniki Lwowskiej, a w 2006 studia prawnicze na Lwowskim Uniwersytecie Narodowym im. Iwana Franki. Odbyła aspiranturę w Narodowej Akademii Administracji Publicznej przy Prezydencie Ukrainy, w 2015 uzyskała stopień kandydata nauk. Pracowała w ukraińskich siłach zbrojnych, jako prawniczka w administracji rodzinnej miejscowości i zastępczyni przewodniczącego administracji rejonu żółkiewskiego. W latach 2010–2015 sprawowała urząd burmistrza Rawy Ruskiej.
W roku akademickim 2015/2016 przebywała w Warszawie w ramach programu stypendialnego im. Lane’a Kirklanda, realizując projekt w Krajowej Szkole Administracji Publicznej. Od 2016 była dyrektorem think tanku zajmującego się badaniami dotyczącymi współpracy w regionie Morza Bałtyckiego i Morza Czarnego. W 2017 została docentem na Narodowym Uniwersytecie Pedagogicznym w Kijowie.
W wyborach parlamentarnych w 2019 z ramienia prezydenckiego ugrupowania Sługa Ludu uzyskała mandat posłanki do Rady Najwyższej IX kadencji. W listopadzie 2021 objęła stanowiska wicepremiera oraz ministra do spraw reintegracji tymczasowo okupowanych terytoriów w rządzie Denysa Szmyhala. Funkcje te pełniła do września 2024. W tym samym roku została zastępczynią szefa Biura Prezydenta Ukrainy.